# Lohmann-Werke

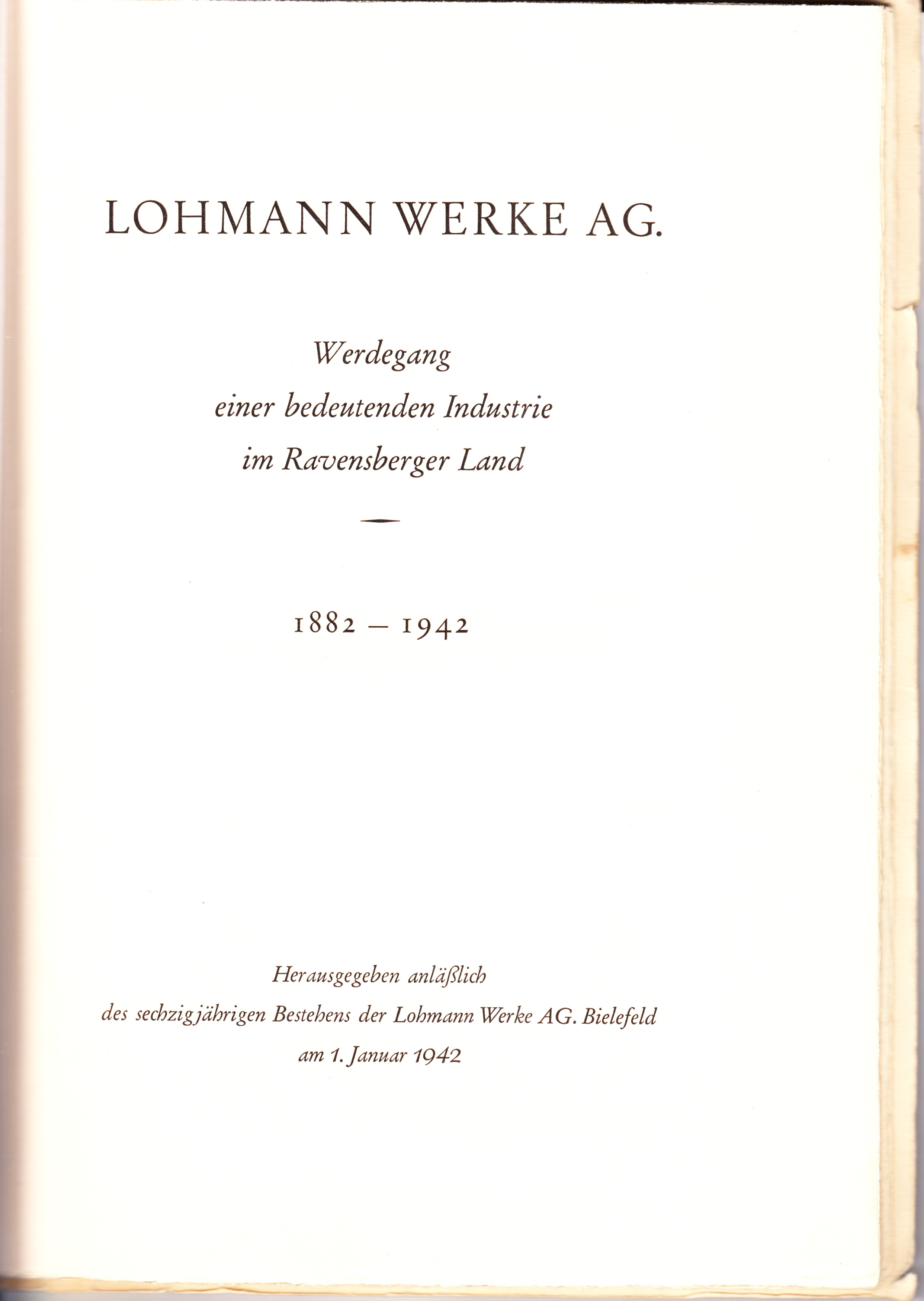
Lohmann Werke AG. Werdegang einer bedeutenden Industrie im Ravensberger Land. Hrsg. anlässlich des sechzigjährigen Bestehens der Lohmann Werke AG. Bielefeld am 1. Januar 1942

Die Ursprünge der Lohmann Werke AG gehen zurück auf die 1892 in London von Carl Lohmann (1853–1916) gegründete Firma C. Lohmann Cie. Carl Lohmann entstammte einer alten Bielefelder Unternehmerfamilie, die eine große Bleiche und eine Färberei im Stadtteil Gadderbaum betrieb. Auf den Grundstücken entstanden später die Gebäude der Firma Dr. August Oetker KG. Die jüngste Tochter der Familie, Else Lohmann, war eine expressionistische Malerin. Der Lohmann-Motor wurde später mit der Tochtergesellschaft Lohmann Motoren Werke mit Sitz in Hamburg vertrieben. Die Lohmann-AG profitierte von Zwangsarbeit im Nationalsozialismus.

## Geschichte

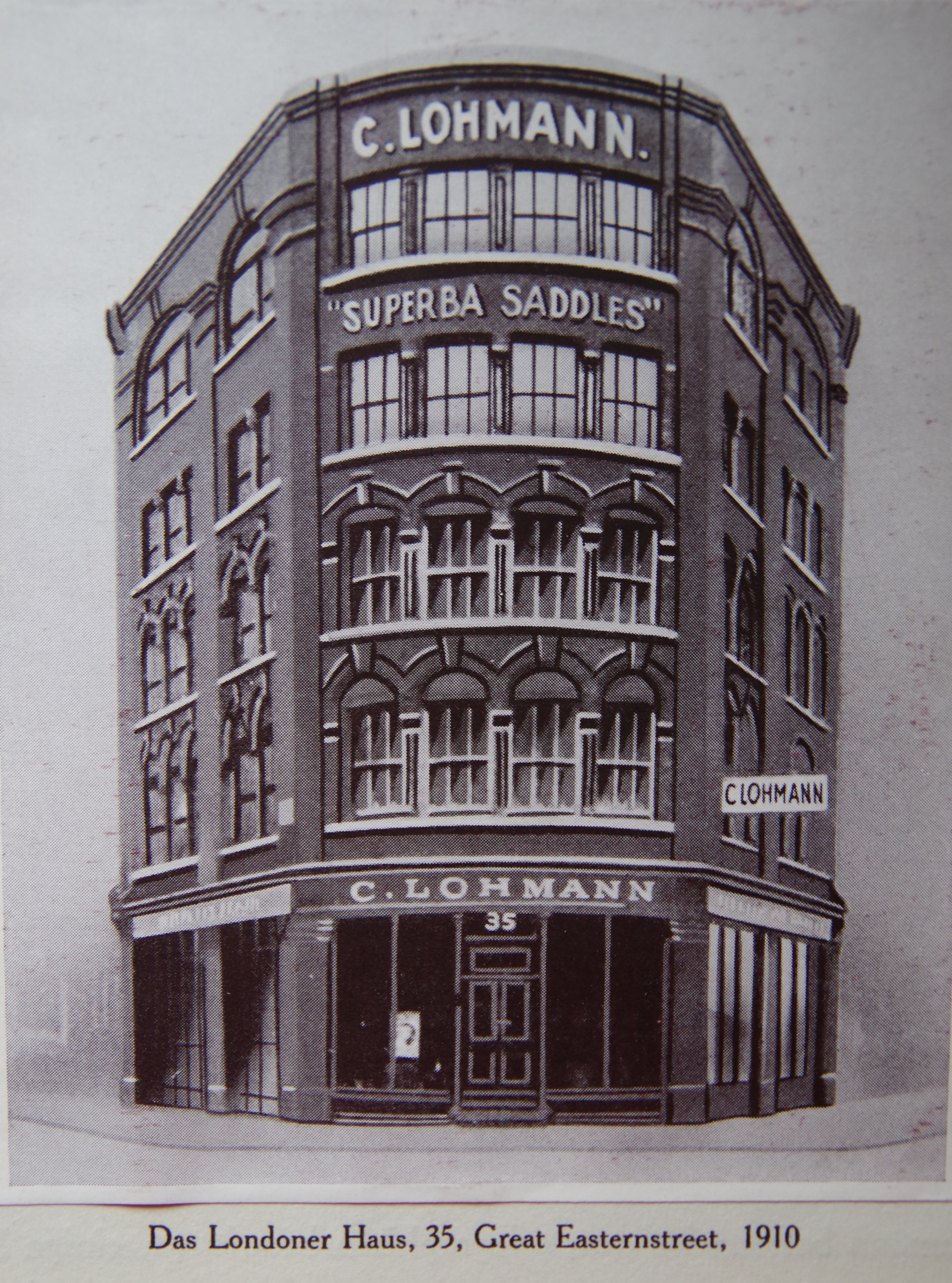
London 1910

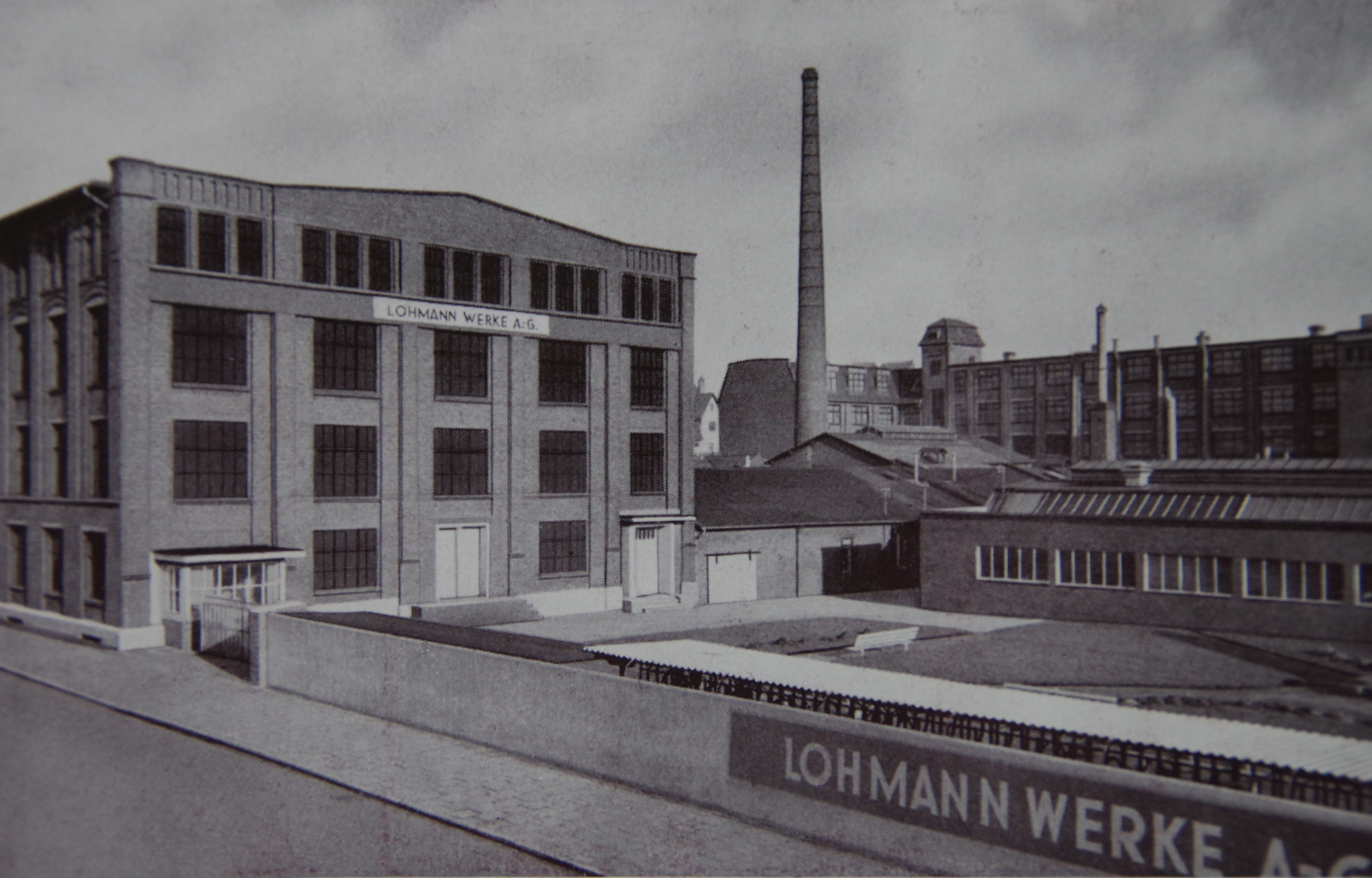
Lohmann Werke 1941

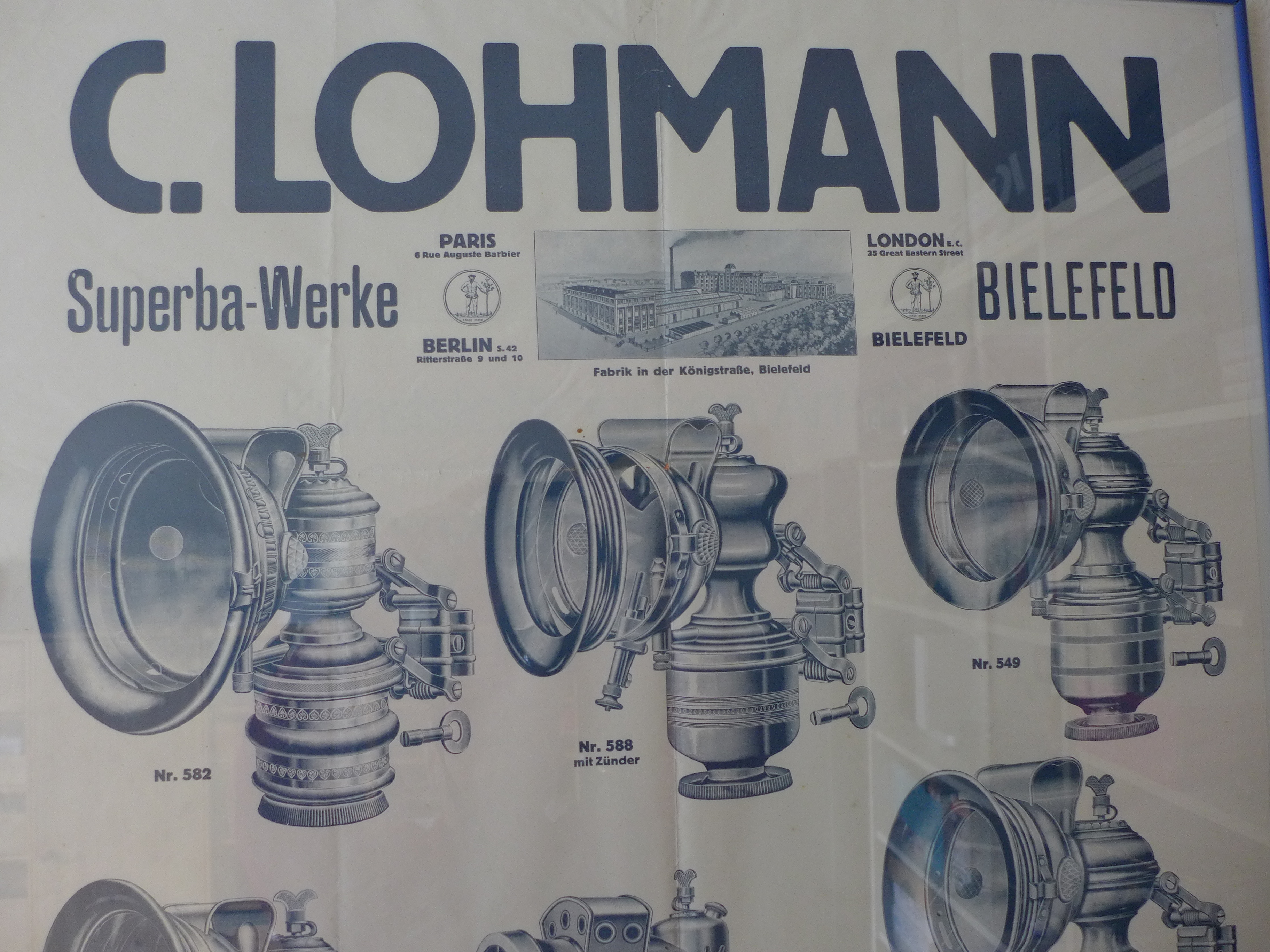
Werbeplakat für Fahrzeuglampen

Das Unternehmen beschäftigte sich zunächst in London mit dem Handel und Export von Fahrradteilen und Sätteln. 1895 wurde ein neuer Standort in Bielefeld (alte Dampfmühle) in Betrieb genommen, um englische Importe mit Alleinverkaufsrecht zu vertreiben. Nach einem Brand wurde in der Königstraße, (heutige Walther-Rathenau-Str.) eine neue Fabrik gebaut und 1904 in Betrieb genommen. Hier wurden nun eigenständige Produkte produziert und vertrieben. Von nun an entwickelte sich das Unternehmen zu einem der führenden Hersteller von Fahrradteilen auf dem europäischen Kontinent.
Nach dem Tod des Firmengründers Carl Lohmann 1916 wurden die Lohmann Werke in eine Aktiengesellschaft in Familienbesitz umgewandelt. Die Mitarbeiterzahl stieg bis 1945 auf 1550, von denen der prominenteste einmal Carl Severing (Preußischer Innenminister von 1928 bis 1932) war. Neben dem Stammhaus in London und der Fabrik in Bielefeld wurden in den 1930er und 1940er Jahren eine Fabrikation in Pretoria in Südafrika und eine in Pabianice bei Łódź in Polen aufgebaut, die allerdings nach dem Krieg verloren gingen.
Am 30. September 1944 wurden große Teile der Fabrik durch den Luftangriff auf Bielefeld zerstört. Danach setzte sich Adolf Lohmann (ältester Sohn des Gründers) mit vielen seiner Mitarbeiter für den Wiederaufbau ein. Eine Demontage durch die Siegermächte konnte durch seinen engen Kontakt zur britischen Militärregierung verhindert werden.
1947 entwickelte die Firma dann, gemeinsam mit dem Erfinder Hermann Teegen, den ersten Fahrradhilfsmotor der Welt, der ein Mittreten des Fahrradfahrers notwendig machte. In den 1960er Jahren, nach dem Tod von A. Lohmann, wurde das Unternehmen nach vielfachen Banktransaktionen letztlich an die Firma Hanning & Kahl in Bielefeld verkauft.
Die neuen Besitzer führten noch einige der Produktionsprozesse unter dem alten Namen weiter, später in den Gebäuden der ehemaligen Fa. Lepper, Bielefeld, Königsbrügge. Auf diesem Gelände der Lohmann-Werke entstand ein Neubaugebiet, auf dem, mit Beschluss der Bezirksvertretung vom 14. Juni 2018, eine Straße mit dem Namen „Else-Lohmann-Straße“ benannt wurde. Heute ist das Unternehmen mit der Marke Lohmann nicht mehr am Markt.

## Produkte
Fahrradsättel
Besonders die Fahrradsättel aus Leder waren, neben der Marke Brooks bis zum Zweiten Weltkrieg, die meist produzierten Ledersättel der Welt.
Reisekofferfertigung
Die Lederbearbeitung führte dazu, ab 1906 eine neue Produktionslinie für die Reisekofferfertigung aufzubauen. Hier produzierten die Lohmann-Werke sowohl hochwertige Lederkoffer wie auch preiswerte „Vulkanfiberkoffer“ bis zu großformatigen Überseekoffer. Die Stabilität wurde durch das Logo mit den fünf Sattlern auf dem Rohrplattenkoffer demonstriert.
Fahrzeuglampen
Daneben begann man mit der Produktion von Fahrzeuglampen (Öllaternen und später mit Dynamo betriebene Elektrolampen). Sie wurden sowohl an Fahrrädern, wie auch an den neuen Automobilen montiert.
Lohmann Motor (Fahrradhilfsmotor)
Der Lohmann-Motor war 1948 der erste Fahrradhilfsmotor nach dem Krieg, der mit einem Selbstzünder-Prinzip angetrieben wurde. Er konnte verschiedene Brennstoffe verarbeiten, wurde aber meistens mit Petroleum aus der Drogerie betrieben. Sein Konzept bestand darin, den Fahrer bei anspruchsvollem Gelände mittreten zu lassen. Seine Leistung gab er mit einer Reibrolle direkt auf das Hinterrad ab. Damit war er der Vorreiter der heutigen E-Bikes. Das Motorenprinzip basierte auf einer veränderbaren Laufbuchse, die die Kompression im Brennraum variieren konnte. Dieses Prinzip wird zurzeit auch in den neuen Nissen-Modellen mit der Bezeichnung VC-T verwendet. Der Motor machte damals viel Furore und wurde unter anderem für einige Zeit im Deutschen Museum, München als kleinster Fahrzeugmotor der Welt ausgestellt. Daneben erschienen Beiträge über den Lohmann-Motor im Guinnessbuch der Rekorde.

## Bildergalerie

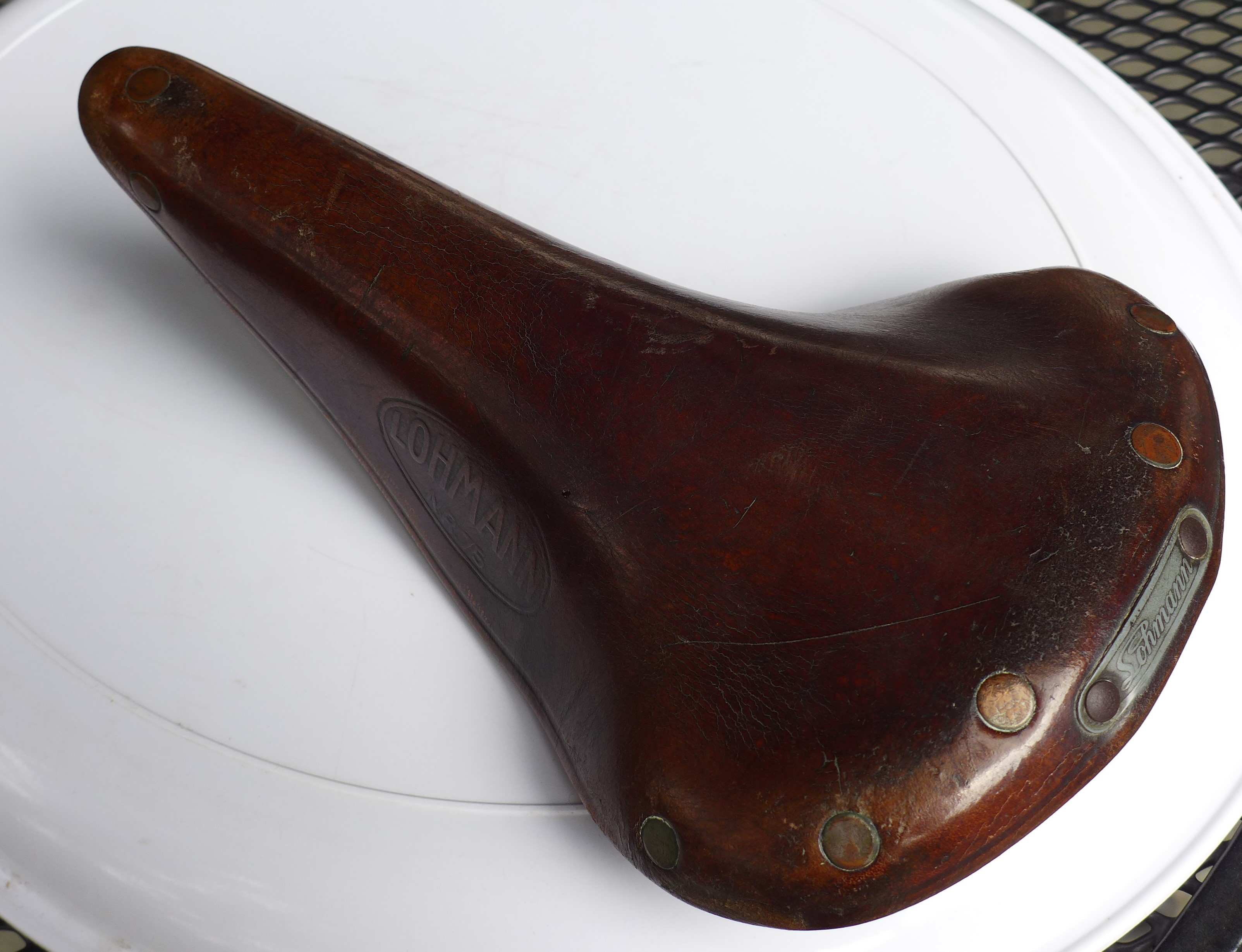
Lohmann Rennsattel Nr. 75
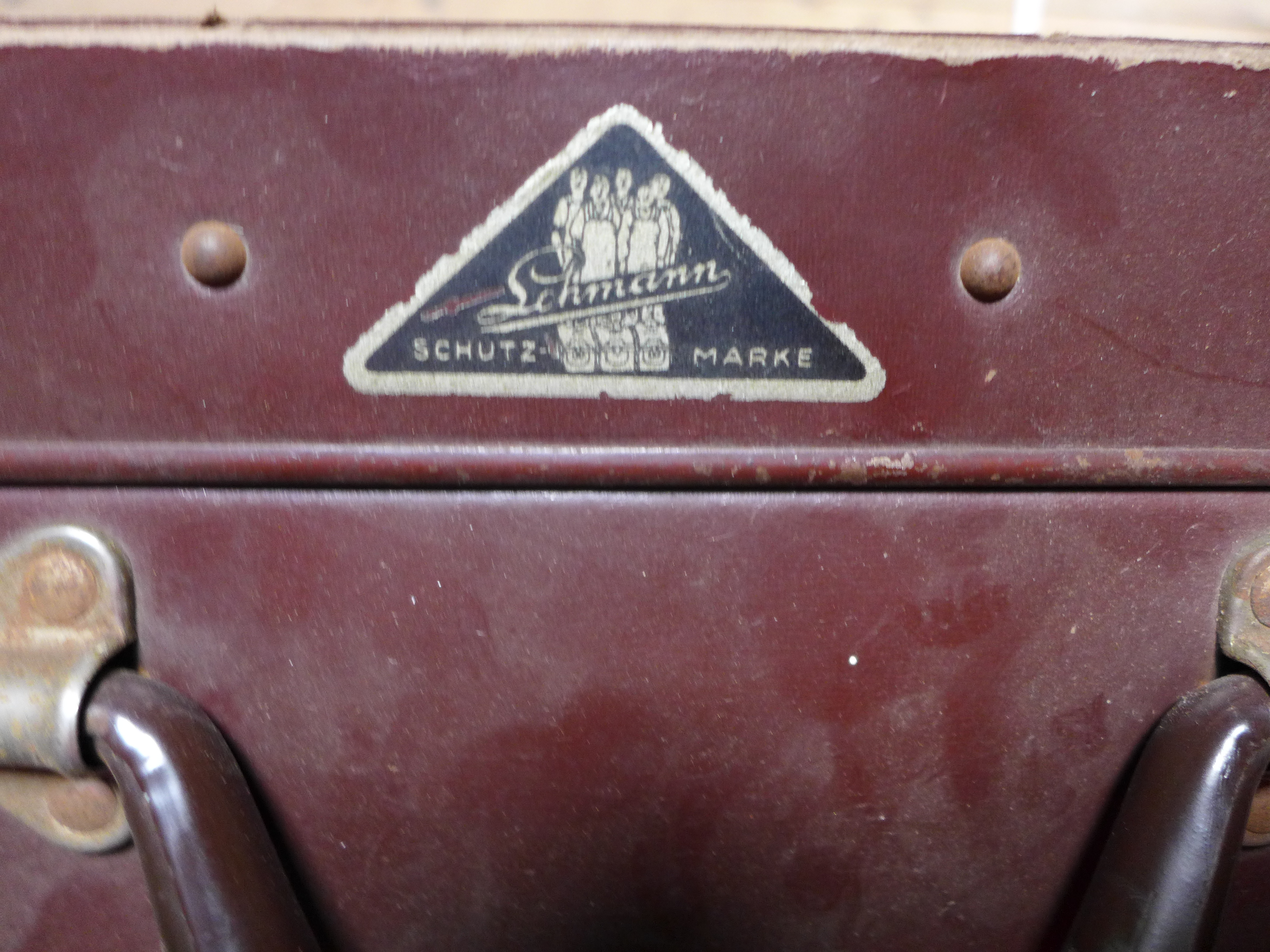
Vulkanfiber Koffer von Lohmann
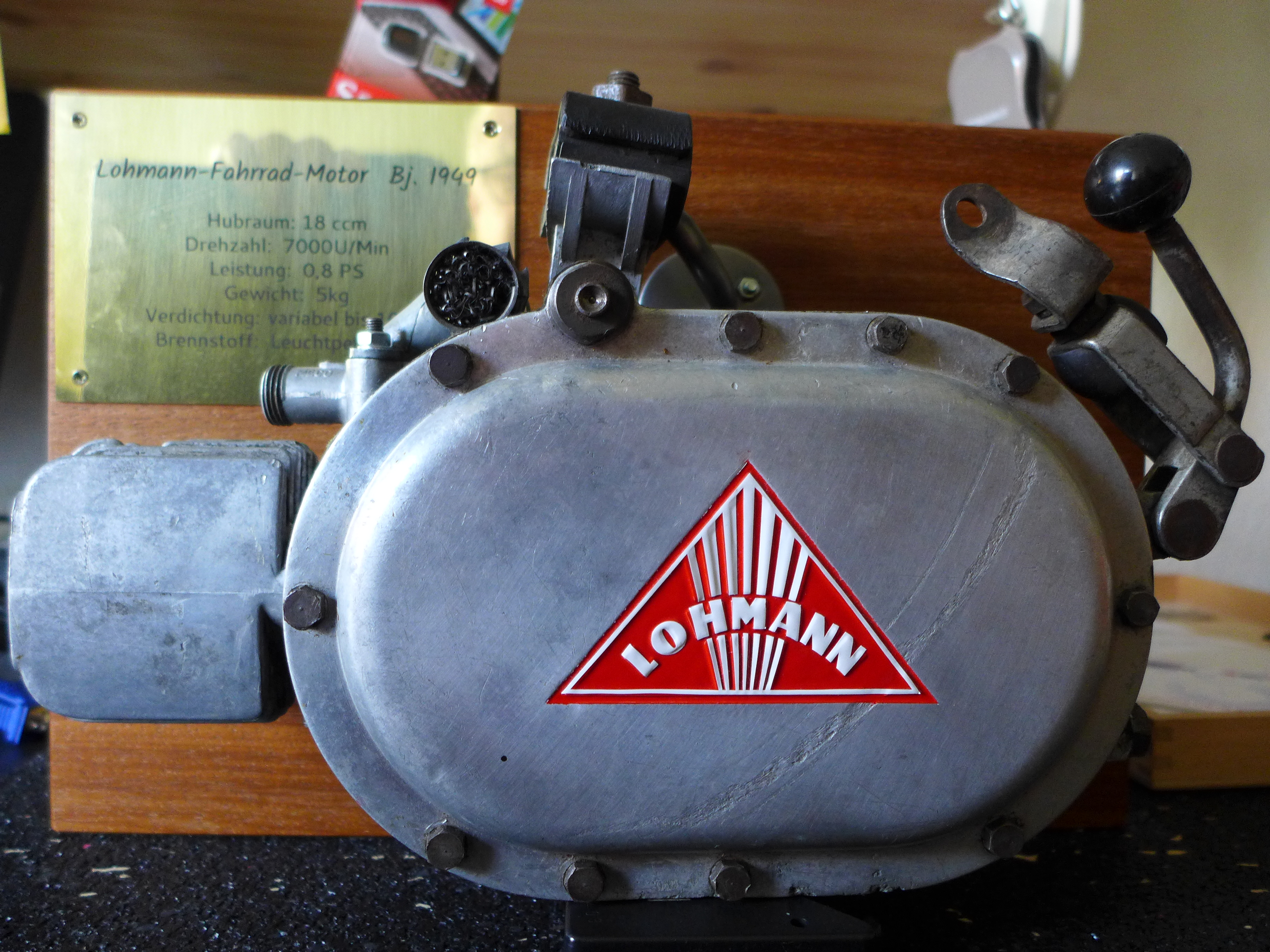
Lohmann Motor von 1949
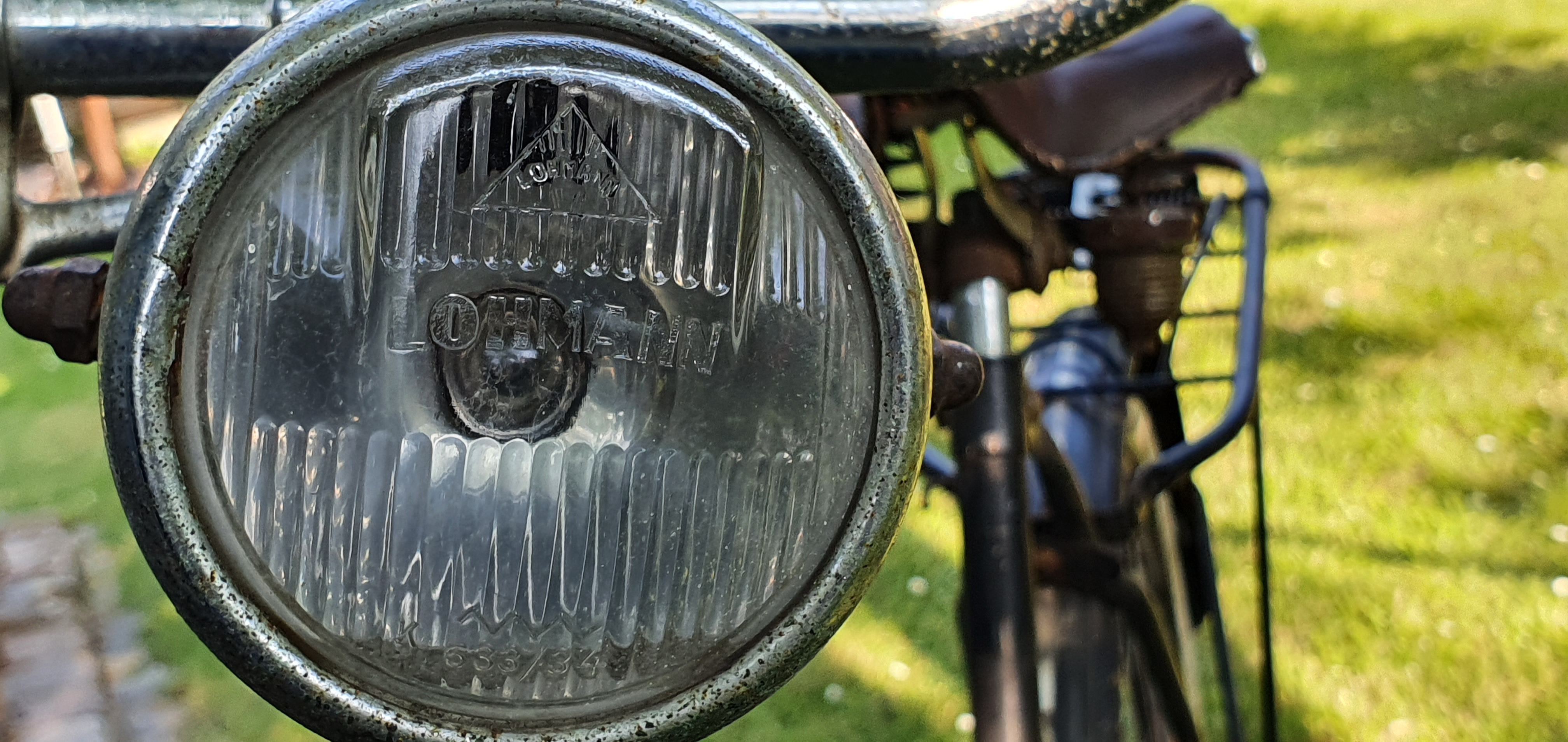
Fahrradlampe der Lohmann-Werke